# Маранта
Маранта (Maranta) — рід рослин родини Марантові (Marantaceae), що поширений у тропічній Центральній і Південній Америці та Вест-Індії. Маранта була названа на честь італійського лікаря й ботаніка Бартоломео Маранти. Наразі визнаними є близько 40-50 видів. В англійській мові марантові мають назву «молитвенна рослина» (англ. prayer plant), бо рухають листям протягом дня.

## Опис

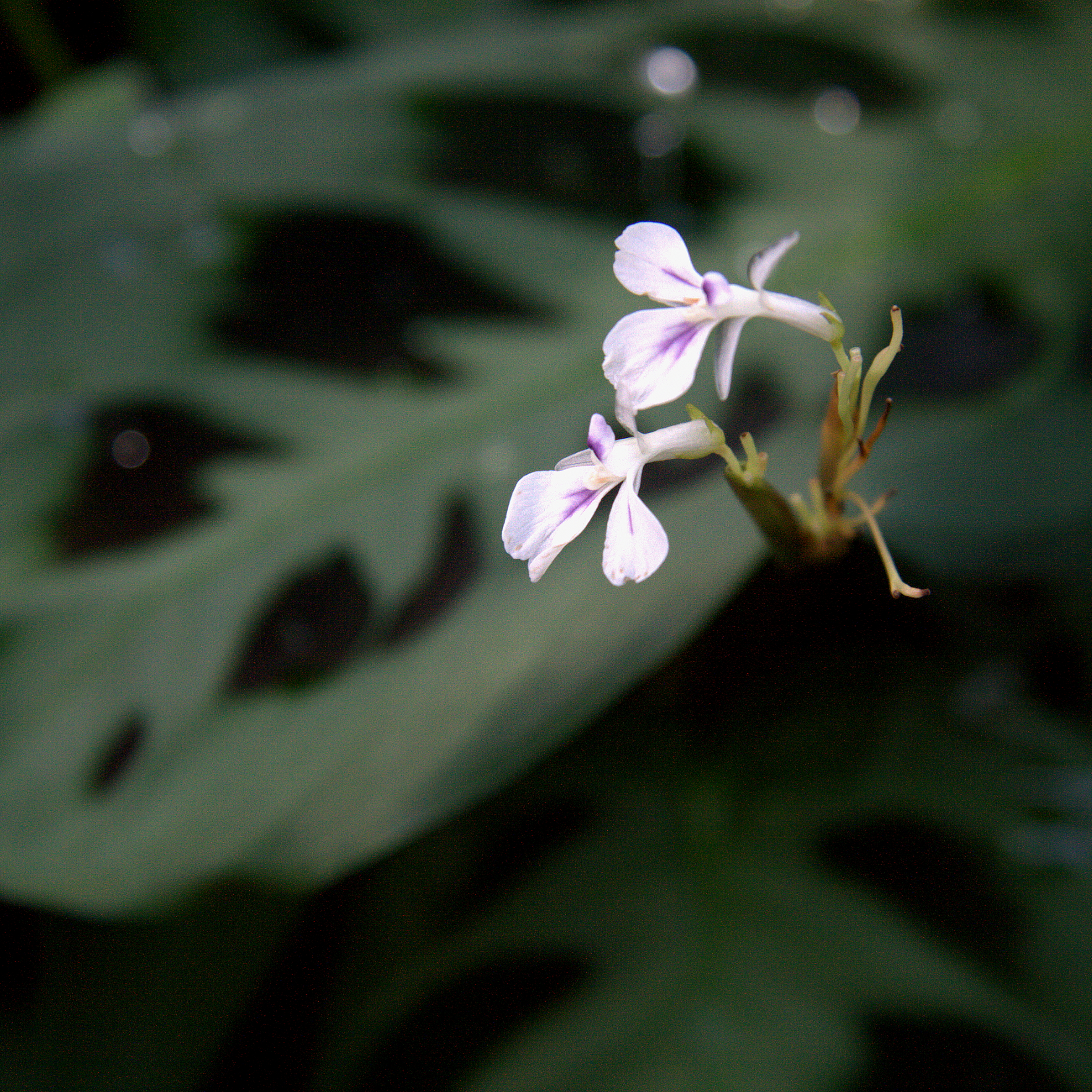
Цвітіння маранти

Маранта — багаторічна трав'яна рослина з бульбоподібним кореневищем. Листя прикореневі або дворядно розташовані на стеблах. Квітки тричленні, асиметричні, у верхівкових колосоподібне суцвіття. Плід — однонасінна коробочка. Деякі види культивують як крохмаленосні рослини. Коли ввечері стемніє, листя рослини починає рухатися і підніматися вгору. Потім листя закриваються, як руки, що моляться, з чим і пов'язана назва «молитвенна рослина».
Найбільше значення має Maranta arundinacea, веретеноподібні потовщені кореневища якої переробляються в борошно (так званий вест-індський крохмаль), яке використовується в дієтичному харчуванні.

## Догляд
Різні види маранти часто використовуються як кімнатні рослини.

### Світло
Колір листя маранти вицвітає на сонці, тому утримання рослини потребує півтіні або захисту від прямого потрапляння сонячного проміння.

### Полив і вологість

Рухи листя Маранти

Маранта є тропічною рослиною, яка потребує підвищеної вологості й захисту від сильного сонця. Потребує ретельного зволоження й достатнього поливу теплою водою у період вегетації (з березня по вересень). Узимку доцільно скорочувати полив, щоб верхній шар ґрунту міг просохнути. Марантам необхідна постійна вологість повітря. Можна користуватися такими методами, як піддон з галькою, обприскування декілька разів на день або використання зволожувача повітря. Окрім цього, маранти часто розміщують в тераріумах у композиціях або одиночно, що дозволяє підтримувати необхідний рівень вологості.

### Температура
Ідеальною температурою для рослини є 18-21°С. При цьому важливо уникати різких зміни температури і її падіння нижче 12°С. Чим вища температура утримання, тим важливішим є відклідковування рівня вологості повітря.

## Галерея

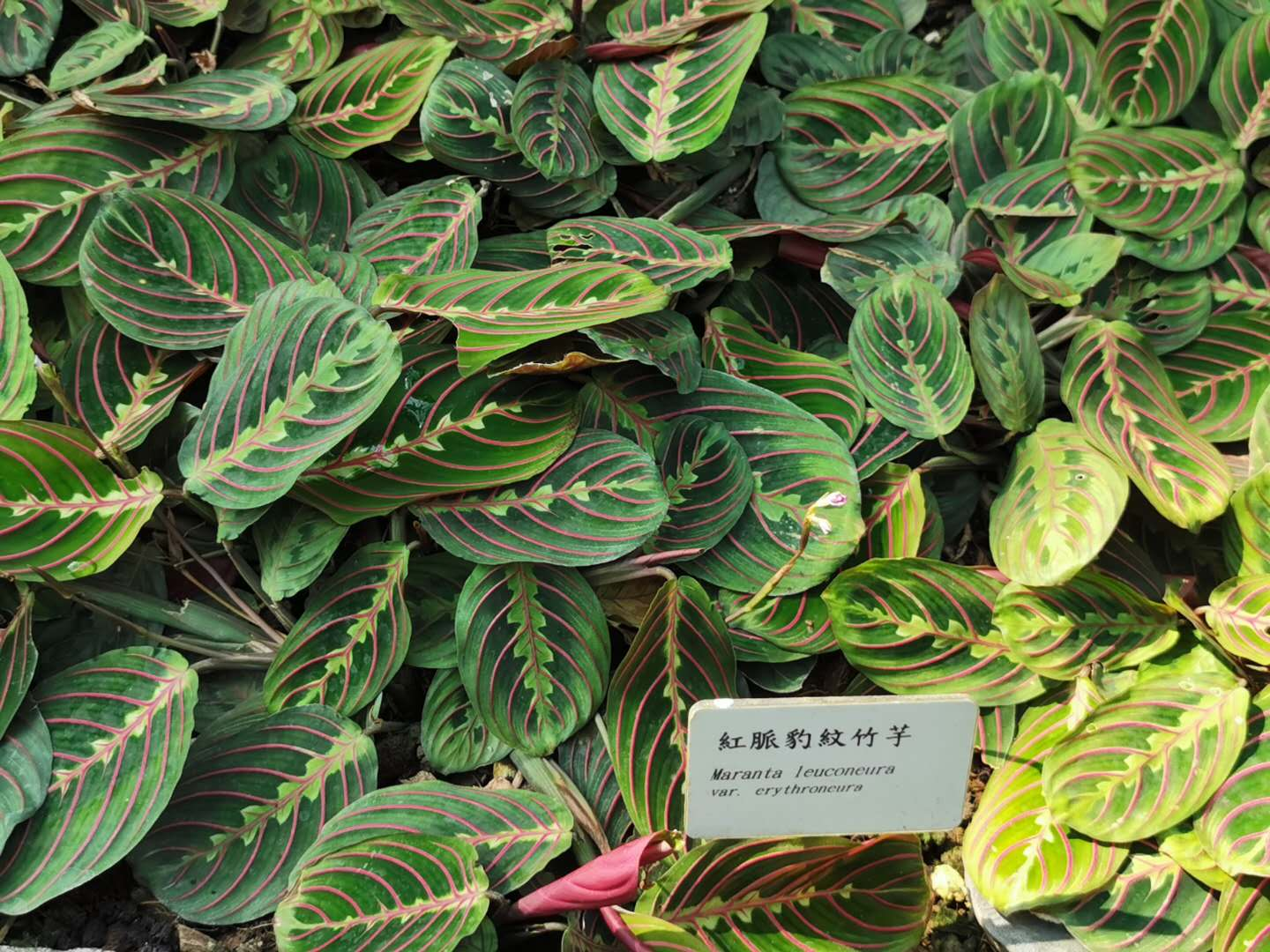
Maranta leuconeura
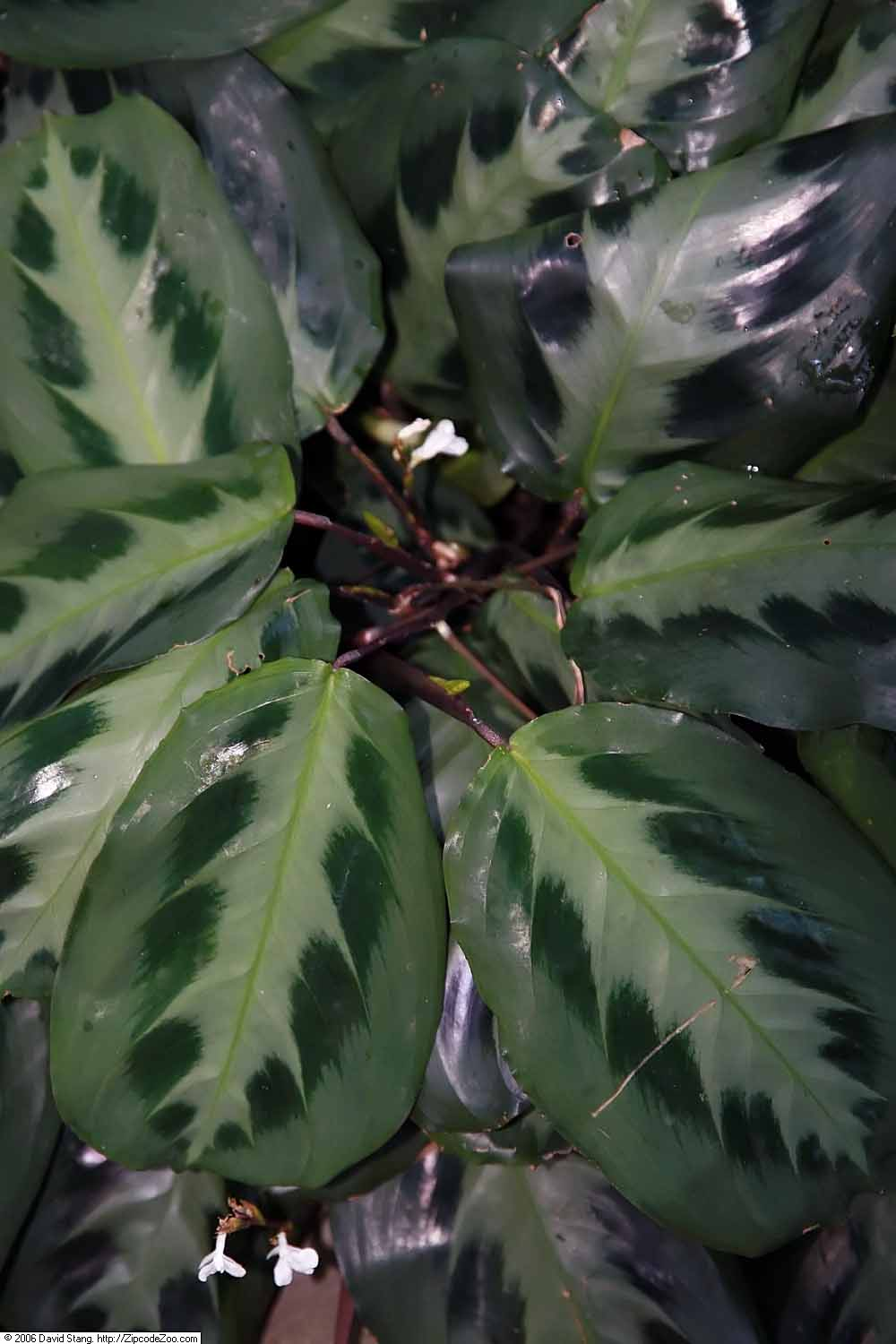
Maranta cristata (biclor)
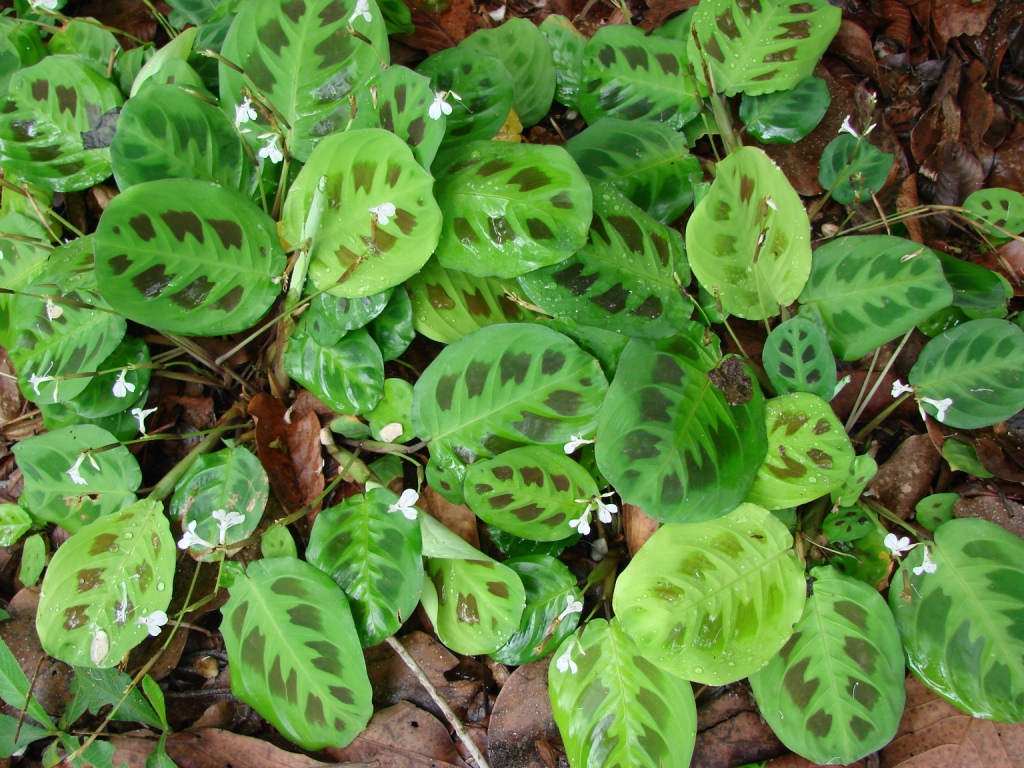
Maranta leuconeura kerchoveana
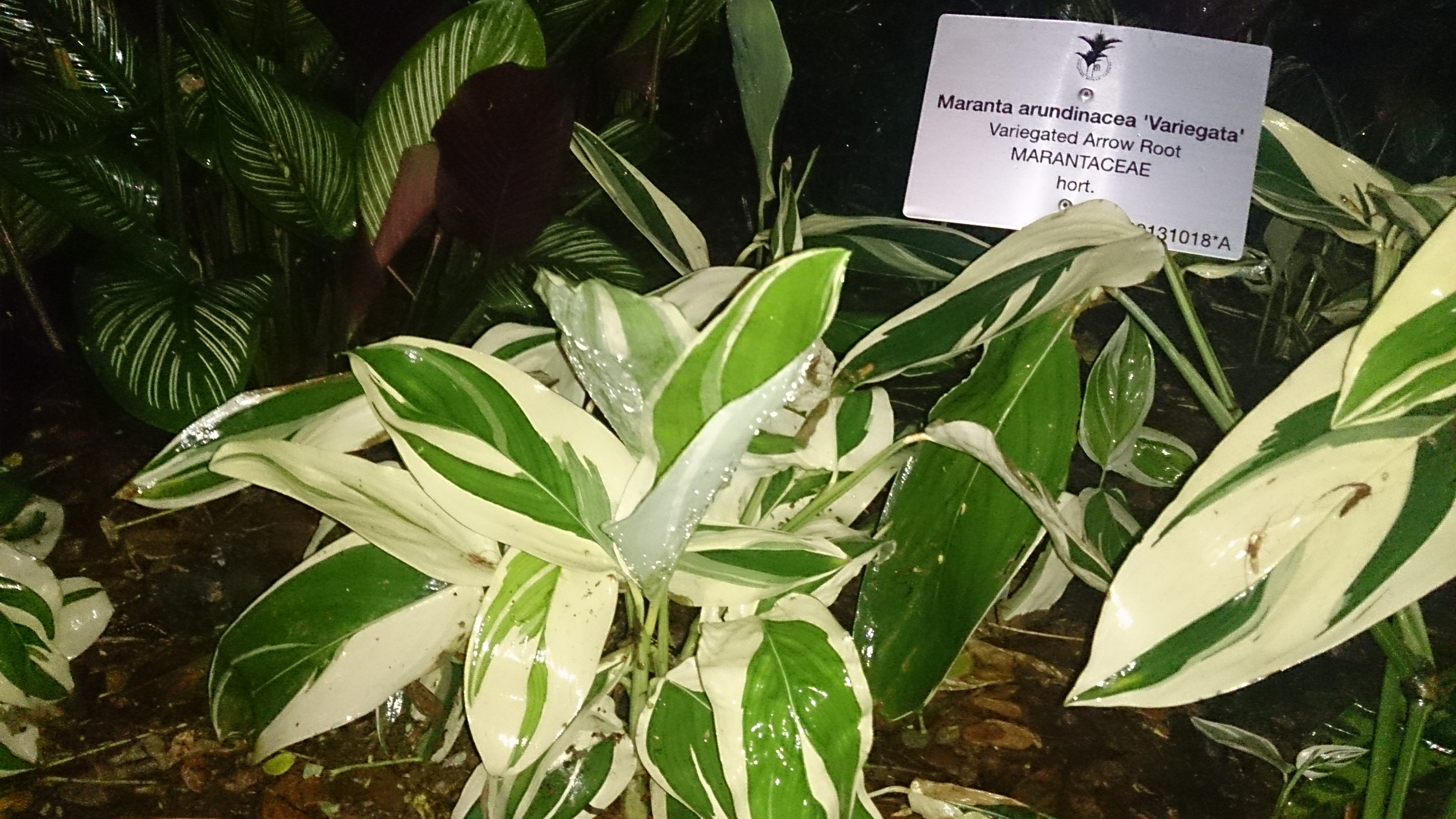
Maranta arundinacea Variegata
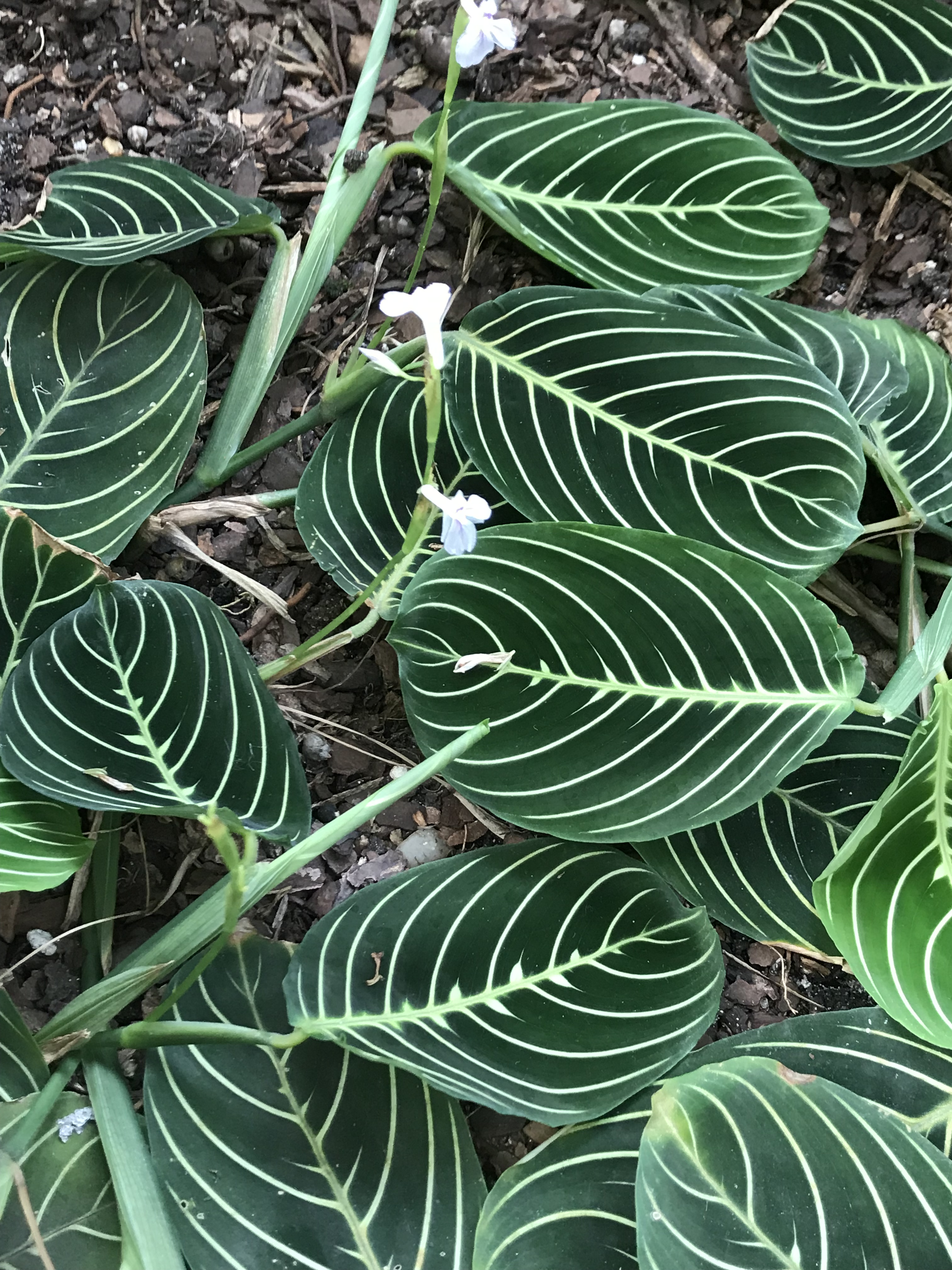
Maranta leuconeura Marisela
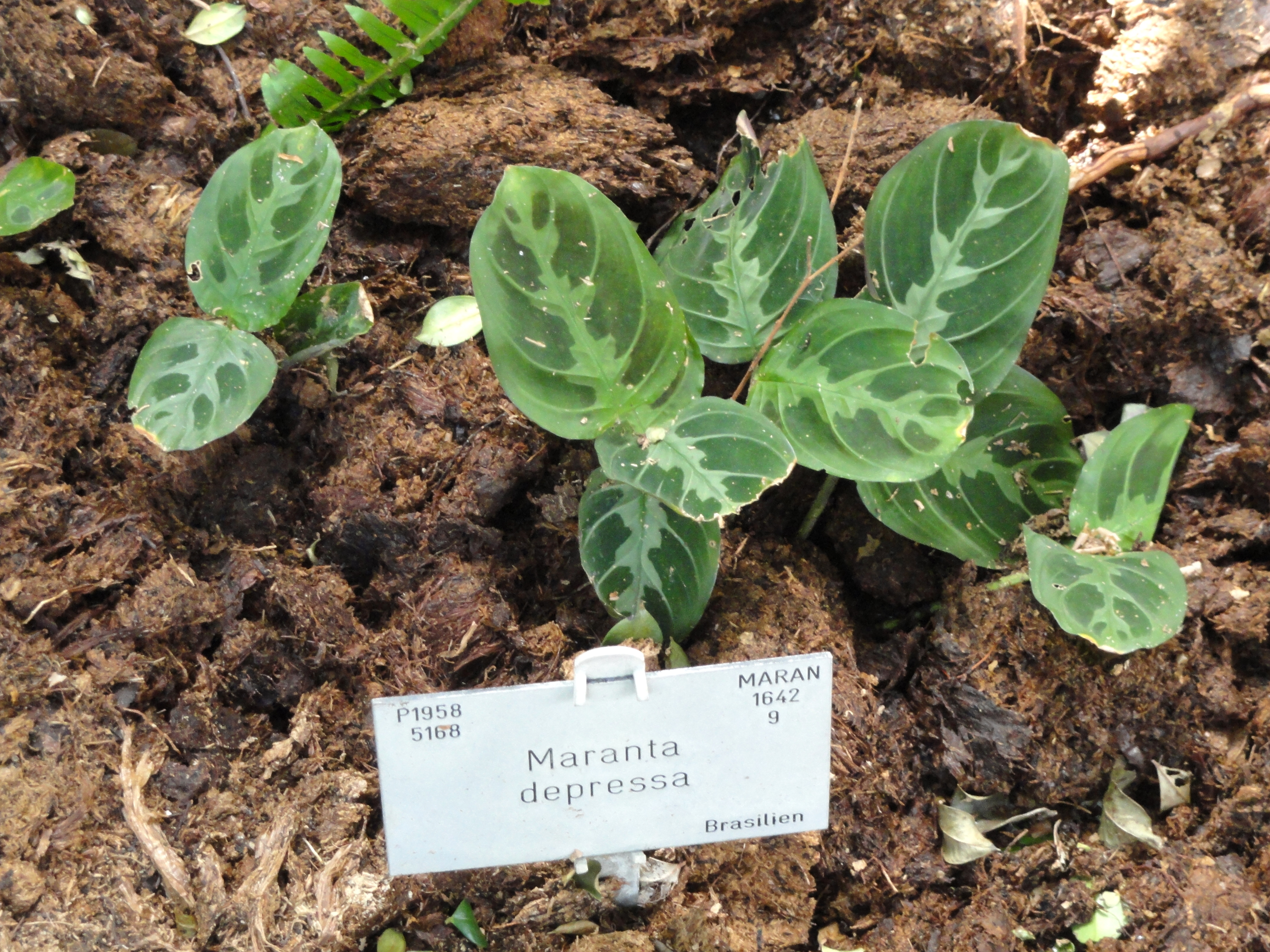
Maranta depressa

## Види
- Maranta amazonica L.Andersson
- Maranta amplifolia K.Schum. in H.G.A.Engler (ed.)
- Maranta anderssoniana Yosh.-Arns, Mayo & M.Alves
- Maranta arundinacea L.
- Maranta bracteosa Petersen
- Maranta burchellii K.Schum. in H.G.A.Engler (ed.),
- Maranta cordata Körn.
- Maranta coriacea S.Vieira & V.C.Souza
- Maranta cristata Nees & Mart.
- Maranta depressa E.Morren
- Maranta divaricata Roscoe
- Maranta foliosa Körn.
- Maranta friedrichsthaliana Körn.
- Maranta furcata Nees & Mart.
- Maranta gibba Sm. in A.Rees
- Maranta hatschbachiana Yosh.-Arns, Mayo & M.Alves
- Maranta humilis Aubl.
- Maranta incrassata L.Andersson
- Maranta leuconeura E.Morren
- Maranta lietzei (E.Morren) C.H.Nelson
- Maranta lindmanii L.Andersson
- Maranta linearis L.Andersson
- Maranta longiflora S.Vieira & V.C.Souza
- Maranta longipes K.Schum. in H.G.A.Engler (ed.)
- Maranta longiscapa S.Moore
- Maranta noctiflora Regel & Körn.
- Maranta parvifolia Petersen
- Maranta phrynioides Körn.
- Maranta pleiostachys K.Schum. in H.G.A.Engler (ed.)
- Maranta pluriflora (Petersen) K.Schum. in H.G.A.Engler (ed.)
- Maranta pohliana Körn.
- Maranta protracta Miq.
- Maranta pulchra S.Vieira & V.C.Souza
- Maranta purpurea S.Vieira & V.C.Souza
- Maranta pycnostachys K.Schum. in H.G.A.Engler (ed.)
- Maranta rugosa J.M.A.Braga & S.Vieira
- Maranta ruiziana Körn.
- Maranta rupicola L.Andersson
- Maranta sobolifera L.Andersson
- Maranta subterranea J.M.A.Braga
- Maranta tuberculata L.Andersson
- Maranta zingiberina L.Andersson